# La Perrière (Orne)
La Perrière és un municipi francès, situat al departament de l'Orne, dins la regió de Normandia. L'any 1999 tenia 291 habitants.

## Situació
La Perrière es troba al sud-est del departament de l'Orne.

## Administració
L'alcalde del municipi és Denise Esnault (2001-2008).

## Demografia
| Evolució de la població |      |      |      |      |       |       |       |       |
| 1793                    | 1800 | 1806 | 1821 | 1831 | 1836  | 1841  | 1846  | 1851  |
| 780                     | 681  | 849  | 958  | abs. | 1.040 | 1.004 | 1.045 | 1.115 |

| 1856  | 1861  | 1866 | 1872 | 1876 | 1881 | 1886 | 1891 | 1896 |
| ----- | ----- | ---- | ---- | ---- | ---- | ---- | ---- | ---- |
| 1.030 | 1.033 | 992  | 950  | 933  | 799  | 728  | 693  | 672  |

| 1901 | 1906 | 1911 | 1921 | 1926 | 1931 | 1936 | 1946 | 1954 |
| ---- | ---- | ---- | ---- | ---- | ---- | ---- | ---- | ---- |
| 612  | 578  | 541  | 505  | 492  | 481  | 510  | 465  | 576  |

| 1962 | 1968 | 1975 | 1982 | 1990 | 1999 | 2006 | 2011 | 2016 |
| ---- | ---- | ---- | ---- | ---- | ---- | ---- | ---- | ---- |
| 639  | 618  | 520  | 422  | 346  | 294  | -    | -    | -    |

| 2019 | - | - | - | - | - | - | - | - |
| ---- | - | - | - | - | - | - | - | - |
| -    | - | - | - | - | - | - | - | - |